# خانواده وادیا
خانواده وادیا (انگلیسی: Wadia family) خانواده سرمایه‌دار هندی است، که مالک شرکت‌های گوایر، بومبای داینگ و گروه وادیا می‌باشد.